# هری کروز
هری یوجین کروز (انگلیسی: Harry Eugene Crews؛ ۷ ژوئن ۱۹۳۵ – ۲۸ مارس ۲۰۱۲) رمان‌نویس، نویسنده داستان کوتاه و مقاله‌نویس آمریکایی بود. او اغلب از شخصیت‌های خشن و عجیب و غریب جنوبی استفاده می‌کرد.

## زندگی
هری کروز در سال ۱۹۳۵، در دوران رکود بزرگ، از دو کشاورز فقیر در شهرستان بکون، جورجیا متولد شد. پدرش زمانی که او هنوز کودک بود، درگذشت و مادرش کمی بعد با برادر شوهرش ازدواج کرد. کروز سال‌ها بعد متوجه شد که این مرد پدر بیولوژیکی او نیست.
در کودکی، او دو تجربه نزدیک به مرگ را پشت سر گذاشت. وقتی تنها پنج سال داشت، به بیماری فلج اطفال مبتلا شد که باعث شد پاهایش کمی کج شوند. پزشکان در ابتدا به او گفتند که دیگر نخواهد توانست راه برود. پس از حدود یک سال بی‌تحرکی، به جز خزیدن با دستانش، پاهایش دوباره صاف شد و او توانست راه برود. کمی بعد از این تجربه، او در یک وان آب تقریباً جوشان افتاد که برای خیساندن خوک‌های مرده استفاده می‌شد. سرش زیر آب نرفت که طبق گفته پزشکان، همین جانش را نجات داد. او در بیشتر قسمت‌های بدن خود دچار سوختگی شدید شد. او بار دیگر طی دوران نقاهت خود نتوانست از تخت بیرون بیاید. کروز در کتابی به نام "کودکی: زندگینامه" نوشت: "تقریباً همه کسانی که می‌شناختم چیزی کم داشتند، یک انگشت قطع شده، یک انگشت شست شکافته، یک گوش نیمه جویده شده، یک چشم کور به دلیل یک میخ طویله کج. و اگر هم چیزی کم نداشتند، از سیم خاردار، یا چاقو، یا قلاب ماهیگیری زخمی بر تن داشتند." این تجربیات بعدها شخصیت‌های عجیب و غریب را که درباره آن‌ها می‌نوشت تحت تأثیر قرار داد، اگرچه او دوست نداشت از اصطلاح "عجیب و غریب" برای توصیف آن‌ها استفاده کند.

## در ایران
کتاب The Gospel Singer او تحت عنوان «خنیاگر انجیل» توسط علی طباخیان به فارسی ترجمه شده است.

## آثار
- خنیاگر انجیل 1968

- Naked in Garden Hills, 1969
- This Thing Don't Lead to Heaven, 1970
- Karate Is a Thing of the Spirit, 1971
- Car, 1972
- The Hawk Is Dying, 1973
- The Gypsy's Curse, 1974
- A Feast of Snakes, 1976
- All We Need of Hell, 1987
- The Knockout Artist, 1988
- Body, 1990
- Scar Lover, 1992
- The Mulching of America, 1995
- The Gospel Singer/Where Does One Go When One Has No Place Left to Go, 1995
- Celebration, 1998
- An American Family: The Baby with the Curious Markings, 2006